# 加里·瑞佐
加里·瑞佐（英語：Gary Rizzo，1972年1月31日—）是一位美国重录音混音师。他在福赛大学学习音讯工程，并就职于卢卡斯影业的天行者音效。他曾获得过2次奥斯卡最佳音响效果奖，并3次提名这一奖项。自1994年起他参与了150多部电影的制作。

## 精选影视作品
瑞佐曾赢得2次奥斯卡最佳音响效果奖，并获得3次提名。
获奖：
- 盗梦空间 (2010)[2]
- 敦刻尔克 (2017)[3]

提名：
- 超人总动员 (2004)[4]
- 黑暗骑士 (2008)[5]
- 星际穿越 (2014)[6]